# Din Sula
Din Sula (Brussel, 2 maart 1998) is een Belgisch voetballer van Kosovaarse afkomst. Hij is een aanvaller en speelt sinds de zomer van 2021 voor Excelsior Virton.

## Carrière

### Jeugd
Sula begon bij de jeugd van KV Woluwe-Zaventem en Diegem Sport. In 2011 stapte hij over naar de jeugdopleiding van Oud-Heverlee Leuven. De aanvaller voetbalde zich in het seizoen 2014/15 in de kijker van Engelse topclubs als Manchester City, Manchester United en Chelsea. Na een korte testperiode bij Aston Villa keerde spits terug naar Leuven, waar hij zijn studies wilde afmaken.

### OH Leuven
Op 17 mei 2015 maakte de zeventienjarige Sula zijn officieel debuut voor Oud-Heverlee Leuven. De spits mocht toen van trainer Jacky Mathijssen in de eindronde invallen in de thuiswedstrijd tegen Lierse SK (0-0). Een week later verzekerde de club zich van de promotie naar Eerste Klasse.
Zijn debuut op het hoogste niveau volgde op 21 november 2015. Door de blessures van spitsen Kim Ojo en Romero Regales mocht de tiener in de basis starten in de thuiswedstrijd tegen KRC Genk (1-3). Sula werd na een uur vervangen door Jovan Kostovski.

### Lommel SK
Gedurende het seizoen 2017/18 werd Sula uitgeleend aan Lommel SK. Hij scoorde dat seizoen zestien doelpunten in de Eerste klasse amateurs, het derde hoogste niveau in België.

### Waasland-Beveren
Sula keerde na zijn uitleenbeurt aan Lommel niet terug naar Leuven maar maakte definitief de overstap naar eersteklasser Waasland-Beveren, hij ondertekende er een seizoen voor drie seizoenen. Een onbetwiste basispion kon Sula bij de club uit het Waasland nooit worden, in totaal kwam hij aan 26 wedstrijden waarin hij tot 3 doelpunten kwam. Zijn contract, dat afliep in juni 2021, werd dan ook niet verlengt waardoor Sula transfervrij de club verliet.

### Excelsior Virton
Eind juli 2021 werd bekend dat hij een contract voor één seizoen ondertekend had bij Excelsior Virton dat uitkomt in de Eerste klasse B. Een maand eerder was de club nog een bouwwerf: de club had toen slechts twee spelers onder contract en geen trainer of assistent. Op de vijfde competitiespeeldag scoorde hij zijn eerste officiële goal voor Virton: in het 1-1-gelijkspel tegen Excel Moeskroen opende hij de score. Ook in de 1-3-zege tegen zijn ex-club Lommel SK op de elfde competitiespeeldag scoorde hij.

### Patro Eisden
Eind januari 2022 werd Sula door Virton tot het einde van het seizoen uitgeleend aan Patro Eisden Maasmechelen, een club uit Eerste nationale. In acht competitiewedstrijden kon hij er een keer scoren: in zijn tweede officiële wedstrijd legde hij tegen Sint-Eloois-Winkel Sport de 2-0-eindscore vast.

## Clubtatistieken
| Seizoen | Club                | Land            | Competitie             | Competitie | Competitie | Beker | Beker | Europees | Europees | Totaal | Totaal |
| Seizoen | Club                | Land            | Competitie             | Wed.       | Dlp.       | Wed.  | Dlp.  | Wed.     | Dlp.     | Wed.   | Dlp.   |
| ------- | ------------------- | --------------- | ---------------------- | ---------- | ---------- | ----- | ----- | -------- | -------- | ------ | ------ |
| 2014/15 | Oud-Heverlee Leuven | Vlag van België | Proximus League        | 1          | 0          | 0     | 0     | —        | —        | 1      | 0      |
| 2015/16 | Oud-Heverlee Leuven | Vlag van België | Jupiler Pro League     | 1          | 0          | 0     | 0     | —        | —        | 1      | 0      |
| 2016/17 | Oud-Heverlee Leuven | Vlag van België | Eerste klasse B        | 11         | 1          | 0     | 0     | —        | —        | 11     | 1      |
| 2017/18 | → Lommel SK         | Vlag van België | Eerste klasse amateurs | 30         | 16         | 1     | 0     | —        | —        | 31     | 16     |
| 2018/19 | Waasland Beveren    | Vlag van België | Eerste klasse A        | 2          | 0          | 0     | 0     | —        | —        | 2      | 0      |
| 2019/20 | Waasland Beveren    | Vlag van België | Eerste klasse A        | 18         | 2          | 0     | 0     | —        | —        | 18     | 2      |
| 2020/21 | Waasland Beveren    | Vlag van België | Eerste klasse A        | 6          | 1          | 0     | 0     | —        | —        | 6      | 1      |
| 2021/22 | Excelsior Virton    | Vlag van België | Eerste klasse B        | 14         | 2          | 1     | 0     | —        | —        | 15     | 2      |
| 2021/22 | → Patro Eisden      | Vlag van België | Eerste nationale       | 8          | 1          | 0     | 0     | —        | —        | 8      | 1      |
| TOTAAL  | TOTAAL              | TOTAAL          | TOTAAL                 | 91         | 23         | 2     | 0     | 0        | 0        | 93     | 23     |